# Marta Martyanova
Marta Valeryevna Martianova (en russe : Марта Валерьевна Мартьянова), née le 1er décembre 1998 à Kazan, est une escrimeuse russe, spécialiste du fleuret. Membre de l'équipe nationale russe depuis 2016, elle est médaillée d'or par équipes Jeux olympiques d'été de 2020 sous la bannière du Russian Olympic Committee.

## Biographie
Marta Martyanova commence l'escrime en 2006, à huit ans, auprès d'Elena Prokhorova à la Kazan Republican Fencing Sports School of Olympic Reserve. Dans ce même centre, elle s'entraîne avec Nailya Gilyazova (championne du monde en 1982) puis avec Dmitriy Shevchenko.
Comme cadette, elle connaît ses premiers succès lors des championnats panrusses. Elle y est sacrée vice-championne en 2011 à Samara puis championne l'année qui suit. Dans cette même catégorie, elle est désignée championne de Russie avec l'équipe du Tatarstan (2013), championne d'Europe par équipes (2015) et vice-championne d'Europe individuelle (2015).
L'année 2014 marque un tournant important dans sa carrière car elle devient officiellement sportive professionnelle. Elle est championne du monde dans la catégorie cadette. Elle prend également part aux Jeux olympiques de la jeunesse durant lesquels elle parvient à se hisser sur la deuxième place du podium par équipes avec l'équipe Europe 1 et termine quatrième de l'épreuve individuelle. Ce n'est toutefois que deux ans plus tard qu'elle rejoint l'équipe nationale de Russie.
Avec ses compatriotes Inna Deriglazova, Svetlana Tripapina et Anastasia Ivanova / Adelina Zagidullina, elle atteint à deux reprises la deuxième place des championnats d'Europe d'escrime, en 2017 et 2018.
En 2020, après quatre ans au sein de l'équipe, elle participe aux Jeux olympiques de Tokyo 2020 aux côtés de Inna Deriglazova, Larisa Korobeynikova et Adelina Zagidullina comme première remplaçante. Les Russes se défont facilement des Égyptiennes (45 - 21) mais connaissent une demi-finale tendue contre les Américaines. Martyanova rentre tôt sur la piste pour remplacer Zagidullina qui avait fait perdre l'avance de son équipe face à Lee Kiefer et les Russes finissent par remporter le match (45 - 42). Durant la finale face aux Françaises, elle se déchire trois ligaments mais, dans l'impossibilité d'être à nouveau remplacée par Zagidullina, elle continue l'assaut et remporte l'or olympique avec son équipe. Elle est finalement évacuée en fauteuil et ne peut tirer pendant plusieurs mois
Après l'exclusion des sportifs russes des compétitions supervisées par la Fédération internationale d'escrime, Martyanova continue de participer à des compétitions à l'intérieur du pays, parmi lesquels le Fleuret de Saint-Pétersbourg auprès d'escrimeurs russes, biélorusses, serbes et népaliens.
Parallèlement à sa carrière sportive, elle étudie à l'Académie d'État de culture physique, de sport et de tourisme de Smolensk, à la Kazan Cooperative Institute (comptabilité) et à l'université TISBI (management). Elle est mariée depuis 2021 à Evgeny Lomtev, également escrimeur.

## Palmarès
- Jeux olympiques
  -  Médaille d'or par équipes aux Jeux olympiques d'été de 2020 à Tokyo

- Épreuves de coupe du monde
  -  Médaille d'or par équipes à la Coupe du monde de Cancún sur la saison 2017-2018
  -  Médaille d'or par équipes à la Coupe du monde de Katowice sur la saison 2017-2018[8]
  -  Médaille d'or par équipes à la Coupe du monde d'Alger sur la saison 2017-2018
  -  Médaille d'or par équipes à la Coupe Reinhold-Würth à Tauberbischofsheim sur la saison 2017-2018
  -  Médaille d'or au tournoi satellite de Tachkent sur la saison 2019-2020
  -  Médaille d'argent au Grand Prix de Long Beach sur la saison 2016-2017
  -  Médaille d'argent par équipes au Challenge international de Saint-Maur sur la saison 2017-2018[18]
  -  Médaille de bronze au Grand Prix de Doha sur la saison 2020-2021

- Championnats d'Europe
  -  Médaille d'argent par équipes aux championnats d'Europe 2018 à Novi Sad[8]
  -  Médaille d'argent par équipes aux championnats d'Europe 2017 à Tbilissi

- Championnats de Russie
  -  Médaille d'or par équipes aux championnats de Russie 2017[4]

## Distinctions

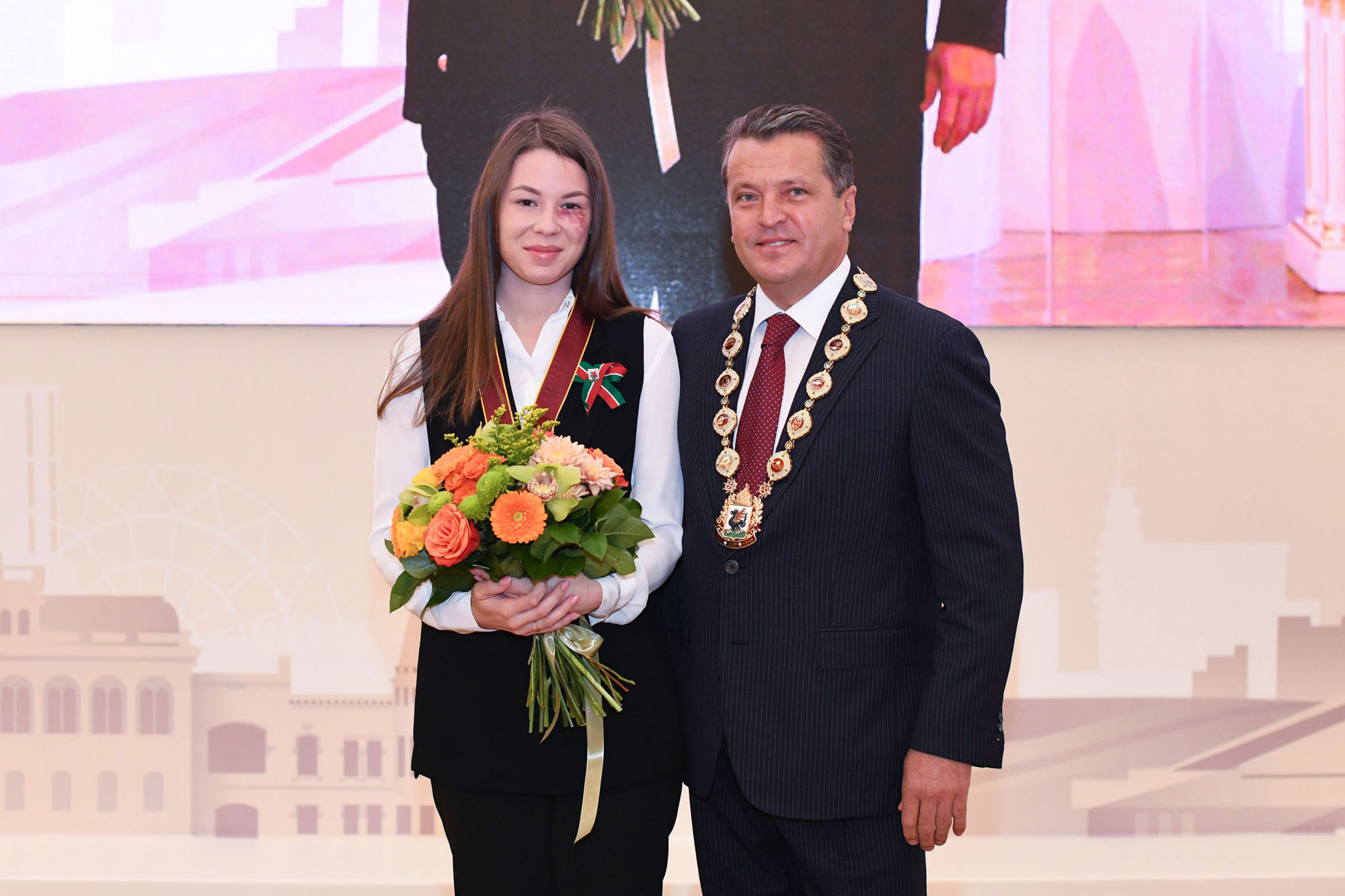
Ilsur Metshin nomme Marta Martyanova citoyenne d'honneur de la ville de Kazan.

- Citoyenne d'honneur de la ville de Kazan[19]
- 2021 : Ordre de l'Amitié[19]
- 2021 : Personnalité sportive de l'année du Tatarstan[20]

## Classement en fin de saison
| Année | 2016 | 2017 | 2018 | 2019 | 2020 | 2021 | 2022 |
| ----- | ---- | ---- | ---- | ---- | ---- | ---- | ---- |
| Rang  | 252  | 18   | 22   | 75   | 80   | 31   | 139  |